# روز موس
روز موس (بالإنجليزية: Rose Moss)‏ هي كاتِبة وشاعرة جنوب أفريقية، ولدت في 1937.